# Apatura nilka
Apatura nilka är en fjärilsart som beskrevs av Hans Fruhstorfer 1906. Apatura nilka ingår i släktet Apatura och familjen praktfjärilar. Inga underarter finns listade i Catalogue of Life.